# 中薗菜々子
中薗 菜々子（なかぞのななこ、1997年9月4日 - ）は、日本の女優である。ACALINO TOKYO所属。広島県出身。

## 略歴
高校入学当時に放送されていた朝の連続テレビ小説「あまちゃん」をきっかけに朝ドラに出たいと役者を志す。
高校卒業後、地元広島で1年間アルバイトをしながら上京資金を貯め、初めて受けた舞台のオーディションで主役に抜擢。
北九州芸術劇場プロデュース「しなやか見渡す穴は森は雨」で初舞台に挑んだ。その後、上京。
2020年には自身がプロデュースを務める「ゾノノキカク」を立ち上げる。

## 出演

### ドラマ
NHK 土曜ドラマ「やさしい猫」第4話 (2023年)- 高井仁美 役

### CM
Honda｜IGNITION - Concept Movie「熱き想いに、火を灯せ。」Vol.2 (2024年)

### 舞台
- 北九州芸術劇場「しなやか見渡す穴は森は雨」(2017年) 作・演出：ノゾエ征爾 - 中薗 役［主演］[5]
- はえぎわ 20周年 本公演「桜のその薗」(2019年) 演出：ノゾエ征爾 - 桜 役（ヒロイン）[6]
- ラフカット「ココロにパンティ」作：矢島弘一　演出：堤泰之 - 桜子［主演］[7]
- 音楽劇「トムとジェリー」(2019年) 演出：ノゾエ征爾 - メリー・プードル 役[8]
- 山口ちはる プロデュース「混沌と」(2020年)演出：安達健太郎 × 倉本朋幸 - おさむ 役[9]
- 本多劇場グループ PRESENTS「演劇の街をつくった男」(2020年)脚本・演出：徳尾浩司 - 萩原莉子 役［主演］[10]
- 本多劇場グループ next ゾノノキカク「あきらめて家族」作・演出：矢島弘一 - 春日井響子 役［プロデュース ／ 主演］[11]
- ゾノノキカク「素」(2022年)脚本・演出：一宮周平［プロデュース／一人芝居］[12][13]
- ゴツプロ!青春の会 第二回公演「父と暮せば」（2022）作：井上ひさし　演出： 青山勝 - 美津江 役[14][15]
- オールナイトニッポン 55周年 記念公演「明るい夜に出かけて」(2023年)脚本・演出：ノゾエ征爾[16][17]
- 東京マハロ第28回公演「スープラに乗って」(2024年)脚本・演出：矢島弘一[18]
- ゾノノキカク「Crash」(2025年)脚本・演出：福名理穂[19]

### 映画
- 久世京佳 監督「死因｜しいん」(2017年)
- ワタナベカズキ 監督「憧憬を食らう」(2019年)[20]
- 田口敬太 監督「みちかけ」(2022年)

### MV
- 森七菜「あなたに会えてよかった」監督：岩井俊二(2020年)[21]

### ラジオ
- 広島エフエム放送 特別番組「初代・平和記念資料館館長 長岡省吾 ～石を継ぐもの～」(2023)[22]

### ナレーション
- G7広島サミット PR動画(2020)[23]